# Niels Andersen (Sportschütze)
Niels Andersen (* 14. Mai 1867 in Skibinge; † 9. Oktober 1930 in Hyllinge) war ein dänischer Sportschütze.

## Erfolge
Niels Andersen nahm an den Olympischen Spielen 1908 in London und 1912 in Stockholm teil. Im Dreistellungskampf mit dem Freien Gewehr verpasste er 1908 mit der Mannschaft als Vierter knapp einen Medaillengewinn, mit dem Armeegewehr über sechs Distanzen wurde er mit der Mannschaft Achter. Vier Jahre darauf sicherte er sich im Dreistellungskampf mit dem Freien Gewehr gemeinsam mit Ole Olsen, Niels Larsen, Lars Jørgen Madsen, Laurits Larsen und Jens Hajslund Bronze im Mannschaftswettbewerb, während er im Mannschaftswettbewerb mit dem Armeegewehr abermals den achten Platz belegte.
Bei Weltmeisterschaften gewann Andersen 1914 in Viborg die Bronzemedaille im Dreistellungskampf mit dem Freien Gewehr in der Mannschaftskonkurrenz.